# Klan (datorspel)
En klan (engelska clan) eller ett gille (engelska guild) är i dator- och TV-spelsvärlden en grupp spelare som regelbundet spelar ett eller flera olika onlinespel tillsammans.
Klaner kan bestå av en handfull vänner upp till organisationer med flera tusen spelare med varierande struktur, mål och medlemmar. En klans livslängd kan variera från ett par veckor upp till flera år. Det finns klaner för i princip alla onlinespel oavsett typ, ex. Första Person Skjutare (FPS), Massive Multiplayer Role Playing Games (MMORPG) och strategispel, på marknaden idag. En klan benämns normalt som en guild i samband med MMORPG medan benämningen klan oftast används i samband med FPS eller strategispel.

## Strukturer inom spelklanen
Normalt finns det olika positioner och ranker inom spelklaner. En liten klan har normalt en ledare medan större klaner kan ha två eller fler. Klanledaren kan även ha speciellt utvalda medhjälpare vilka normalt är klanledarens närmsta vänner eller medlemmar som varit med i klanen en längre tid.
De flesta klanledare har full kontroll över vilka som får vara medlemmar i spelklanen och väljer vilka som tas upp som medlemmar. Klanledaren kan ofta även sparka medlemmar efter eget tycke.
Om en klanledare bestämmer sig för att sluta väljer kvarvarande medlemmar oftast en ny ledare alternativt tar en i den närmsta kretsen runt klanledaren över i enlighet med något som kan liknas vid tronföljd. 
Det finns även klaner som väljer sin ledare via återkommande demokratiska val. I dessa spelklaner har klanledaren oftast vedertagna regler för hur antagning och uteslutning av medlemmar ska skötas.

## Olika former av klaner

### Sociala klaner
Många onlinespelare som engagerar sig i mindre grupper, spelklaner, gör detta för att kunna spela tillsammans och umgås även utanför spelandet. Dessa spelklaner kan bestå av enbart ett litet antal medlemmar. Speciellt i de fall de är inriktade på att spela ett enda spel. Dessa sammanslutningar har oftast en kort livslängd då intresset för spelet normalt avtar med tiden. 
Det kan finnas flera tusen klaner av denna typ över hela världen i de mer populära nätverksspelen.
Vid vissa tillfällen överlever klanen dock spelet och tar upp ett eller flera spel till. Klanen kan då utvecklas till en långlivad klan som växer i medlemsantal, utvecklas och får en mer avancerad klanstruktur.

### Communities
En del spelare är löst organiserade via communities. Ett community kan innehålla flera klaner och guilds men spelare kan även spela för ett community. Klaner som bildas inom ett community brukar inte sällan bryta sig ur communityt och starta en egen webbplats och forum för ett förstärka sin egen identitet som klan.

### E-sportklaner
E-sportklaner är organiserade för att tävla. Dessa klaner kan tävla på både nationell och internationell nivå, inte bara online via Internet utan även via större LAN-turneringar. Dessa arrangemang är oftast kommersiella och det kan utgå prispengar till de vinnande klanerna. 
E-sportklaner kan vara sponsrade av olika företag. En del klaner är proffs och kan leva på sitt spelande.

## Varför ansluter sig spelare till en klan?

### Den sociala biten
När man ansluter sig till en klan går man med i ett socialt nätverk. Klanen bistår ofta både med mjuka och hårda resurser som möjliggör röstkommunikation via Internet, en server att spela på samt kunskaper inom spelet/spelen som klanen spelar. Dessa resurser hjälper spelaren att utvecklas och nå olika spelrelaterade mål. 
En klan har oftast en webbplats med ett forum där spelarna kan umgås utbyta erfarenheter och kunskaper samt diskutera icke spelrelaterade frågor. 
Dessa faktorer stärker spelupplevelsen för många spelare.

### För att tävla
Genom att ansluta sig till en klan kan man även delta i olika tävlingar, så kallade stegspel. 
Stegspel arrangeras ofta av olika community dedikerade till något av de olika spel som finns. Här spelar man oftast om äran till skillnad från E-sport klanen.

### Dela upp arbetet
Många spel är uppbyggda så att spelarna kan välja olika karaktärer med olika specialförmågor.
Spelare anslutna till en klan eller ett guild kan dela upp dessa olika karaktärer inom spelet mellan sig och därmed kunna assistera varandra under spelets gång.
- Inom rollspelsvärlden kan man som spelare fokusera på att vara exempelvis smed eller klädmakare och kunna förse sina guildmedlemmar med varor från dessa yrken, till ringa eller ingen kostnad. Man kan även fördela resurser som man skaffat sig i spelet inom guildet för att resurserna ska komma till bästa möjliga nytta.
- Inom klaner som är inriktade på ex. första person skjutare kan man specialisera sig på att vara exempelvis prickskytt, understödstrupp, infanteri eller fordonsförare.
- Fördelning av arbete sträcker sig oftast även utanför själva spelet där klanmedlemmar kan ha olika funktion som rekryterare av nya medlemmar, koordination av spel i olika ligor och stegar eller serveradministration.

## Klaner och olika speltyper
Vissa klaner är dedikerade till specifika spel, medan andra spelar flera olika spel eller speltyper. 

### Klaner i strategispel
De flesta populära multiplayer strategispelen som till exempel Warcraft III och Command & Conquer serierna har inbyggda matchningssystem för att hitta andra personer att spela med eller emot. Oftast har dessa spel egna struktur för att organisera klaner. Några av dessa tjänster innehåller också funktioner för att skapa turneringar och rankningslistor för klaner att tävla i, klan mot klan eller spelare mot spelare. 
I de nya webbläsarspelen som till exempel Travian bildas klaner där diplomati är en viktig del i spelupplägget och man utser ofta diplomater för varje klan som förhandlar om krig och fred mellan de olika klanerna.

## Identifikation
De flesta klaner använder sig av olika prefix eller suffix vid sina spelalias för att, i spelen och få olika forum, visa att de tillhör en klan. Dessa taggar kan se ut på en mängd olika sätt och innehålla både bokstäver, siffror och olika symboler. En del taggar kan även innehålla markeringar för vilken funktion eller rank spelaren har inom klanen.
In rollspelen finns det ibland möjlighet att få spelarens karaktär i spelet att se mer eller mindre likadana ut i form av klädsel, färg eller utrustning.
Exempel:
- I Battlefield 2 finns det möjlighet att lägga till ett prefix till sitt alias så man slipper döpa sin karaktär med taggen som en del av namnet
- I Guildwars kan guildledaren skapa en mantel med egen design för guildet.